# Liocranum apertum
Espèce
Liocranum apertum est une espèce d'araignées aranéomorphes de la famille des Liocranidae.

## Distribution
Cette espèce se rencontre en France dans les Hautes-Pyrénées et en Espagne,.

## Description
Le mâle mesure 5,8 mm et la femelle 6,8 mm.

## Publication originale
- Denis, 1960 : Quelques captures d'araignées pyrénéennes (II). Bulletin de la Société d'Histoire Naturelle de Toulouse, vol. 95, p. 124-144.